# Шелест Анатолій Борисович
Анатолій Борисович Шелест (*6 січня 1955, Олександрія, Кіровоградська область) — український радянський футболіст (півзахисник) і тренер.

## Біографія
Анатолій Шелест на найвищому рівні виступав за дніпропетровський «Дніпро» та московський «Локомотив». У 1982 році, разом із досвідченими футболістами Ревазом Шелією та Сергієм Никифоренком, став гравцем команди першої ліги «Таврія» з Сімферополя, щоправда основним футболістом у команді не став.
З 1985 по 1989 грав у клубах нижчих ліг НДР.
Був президентом і головним тренером клубу «Спартак-Чукотка», тренером «Металурга» з міста Лієпая і клубу «Орел». З 29 червня 2009 рік а — головний тренер ФК «Ставропілля-2009».

## Родина
Одружений, син Тарас — також професійний футболіст.